# Neoclytus turuna
Neoclytus turuna är en skalbaggsart som beskrevs av Maria Helena M. Galileo och Martins 2007. Neoclytus turuna ingår i släktet Neoclytus och familjen långhorningar. Inga underarter finns listade i Catalogue of Life.